# 10627 Ookuninushi
10627 Ookuninushi è un asteroide della fascia principale. Scoperto nel 1998, presenta un'orbita caratterizzata da un semiasse maggiore pari a 3,0362776 UA e da un'eccentricità di 0,1111470, inclinata di 8,56603° rispetto all'eclittica.